# Amilo
Amilo là một thị trấn thống kê (census town) của quận Azamgarh thuộc bang Uttar Pradesh, Ấn Độ.

## Nhân khẩu
Theo điều tra dân số năm 2001 của Ấn Độ, Amilo có dân số 21.887 người. Phái nam chiếm 52% tổng số dân và phái nữ chiếm 48%. Amilo có tỷ lệ 46% biết đọc biết viết, thấp hơn tỷ lệ trung bình toàn quốc là 59,5%: tỷ lệ cho phái nam là 52%, và tỷ lệ cho phái nữ là 40%. Tại Amilo, 22% dân số nhỏ hơn 6 tuổi.